# Eumops chiribaya
Eumops chiribaya (Medina, Gregorin, Zeballos, Zamora & Moras, 2014) è un pipistrello della famiglia dei Molossidi endemico del Perù.

## Descrizione

### Dimensioni
Pipistrello di medie dimensioni, con la lunghezza della testa e del corpo di 82 mm, la lunghezza dell'avambraccio di 61,1 mm, la lunghezza della coda di 52 mm, la lunghezza del piede di 13,5 mm, la lunghezza delle orecchie di 25,7 mm e un peso fino a 20,3 g.

### Aspetto
La pelliccia è lunga e soffice. Le parti dorsali sono bruno-olivastre chiare con la base dei peli bianca mentre le parti ventrali sono leggermente più chiare. Il muso è privo di peli, le labbra sono lisce oppure lievemente ricoperte di solchi in particolare sulla parte anteriore. Il naso è nerastro, il bordo superiore delle narici è circondato da piccole verruche appuntite, mentre il setto nasale è rivestito di piccole setole spatolate nerastre. Le orecchie sono grandi, arrotondate, nerastre ed unite alla base sopra la testa. Il bordo anteriore è liscio e la superficie interna del padiglione è ricoperta di peli brunastri. Il trago è squadrato, l'antitrago è semi-circolare e largo. I piedi sono nerastri, il calcar è più lungo del piede. La coda è lunga, tozza, nerastra e si estende oltre l'uropatagio, il quale è marrone.	

## Biologia

### Alimentazione
Si nutre di insetti.

## Distribuzione e habitat
Questa specie è conosciuta soltanto attraverso una femmina catturata nel 2010  presso la località di El Algarrobal, regione di Moquegua nel Perù meridionale.
Vive nei deserti costieri.

## Conservazione
Questa specie, essendo stata scoperta solo recentemente, non è stata sottoposta ancora a nessun criterio di conservazione.